# Ctibor Nečas
Ctibor Nečas (26. července 1933 Rakvice – 19. prosince 2017) byl český historik, specializující se na dějiny Romů v Česku.

## Biografie
Vystudoval historii na Masarykově univerzitě v Brně a na Jagellonské univerzitě v Krakově, poté pracoval jako středoškolský a posléze vysokoškolský pedagog.
Po dlouhá léta působil na MU, kde vyučoval v letech 1964–1981 na pedagogické fakultě a následně přešel na filozofickou fakultu, kde byl v roce 1992 jmenován profesorem obecných dějin.
Hlavním polem jeho zájmu je perzekuce českých Romů v době nacistické okupace a romský holokaust. Je zakladatelem historického romistického bádání v našich zemích, jako první z českých historiků upozornil na problematiku romských pracovních táborů. Roku 1991 se spolupodílel na založení Muzea romské kultury v Brně. Spolupracoval také při realizaci památníků obětem cikánských táborů v Letech u Písku a v Hodoníně u Kunštátu.

## Ocenění
Byl nositelem řady čestných ocenění:
- Cena města Brna (2008)
- Cena Muzea romské kultury (2011)
- Cena Jihomoravského kraje (2013)
- Roma spirit (2016)[4]

## Výběr z díla
- Čtení o Ostravě. Ostrava : Československá společnost pro šíření politických a vědeckých znalostí, 1964. (s M. Myškou)
- Hnutí ostravské revoluční mládeže v období buržoazní republiky. Ostrava : Profil, 1967.
- Čtení o revíru. 2. Nástin historie Ostravsko-karvinského kamenouhelného revíru do roku 1945. Ostrava : Pedagog. fak., 1969. (s M. Myškou)
- Vítkovické železárny v době národní nesvobody 1938-1945. Ostrava : Vítkovické železárny Klementa Gottwalda, 1970.
- Balkán a česká politika. Pronikání rakousko-uherského imperialismu na Balkán a česká buržoazní politika. Brno : Univerzita J.E. Purkyně, 1972.
- Nad osudem českých a slovenských Cikánů v letech 1939-1945. Brno : Univerzita Jana Evangelisty Purkyně v Brně, 1981.
- Dějiny věd a techniky. Určeno pro posl fak. pedagog., přírověd. a filozof. (dva díly) Praha : SPN, 1985-7. (s O. Zwettlerem)
- Na prahu české kapitálové expanze. Brno : Univerzita J. E. Purkyně, 1987.
- Andę oda taboris. Vězňové protektorátních cikánských táborů 1942-1943. Brno : Městský výbor Českého svazu protifašistických bojovníků, 1987.
- Aušvicate hi khér báro. Čeští vězňové cikánského tábora v Osvětimi II - Brzezince. Brnp : Masarykova univerzita, 1992.
- Podnikání českých bank v cizině 1898-1918. Rozpínavost českého bankovního kapitálu ve střední, jihovýchodní a východní Evropě v období rakousko-uherského imperialismu. Brno : Masarykova univerzita, 1993.
- Žalující píseň. O osudu Romů v nacistických koncentračních táborech. Strážnice : Ústav lidové kultury ; Brno : Muzeum romské kultury, 1993. (s D. Holým)
- Českoslovenští Romové v letech 1938-1945. Brno : Masarykova univerzita, 1994.
- Historický kalendář. Dějiny českých Romů v datech. Olomouc : Vydavatelství Univerzity Palackého, 1997.
- Holocaust českých Romů. Praha : Prostor, 1999.
- Romové v České republice včera a dnes. Olomouc : Univerzita Palackého, 2002.
- Romové na Moravě a ve Slezsku (1740-1945). Brno : Matice moravská, 2005.
- Špalíček romských miniatur. Osoby a dějství z romského dramatu, které se odvíjelo na scéně historické Moravy. Brno : Centrum pro studium demokracie a kultury, 2008.